# Akita Shoten

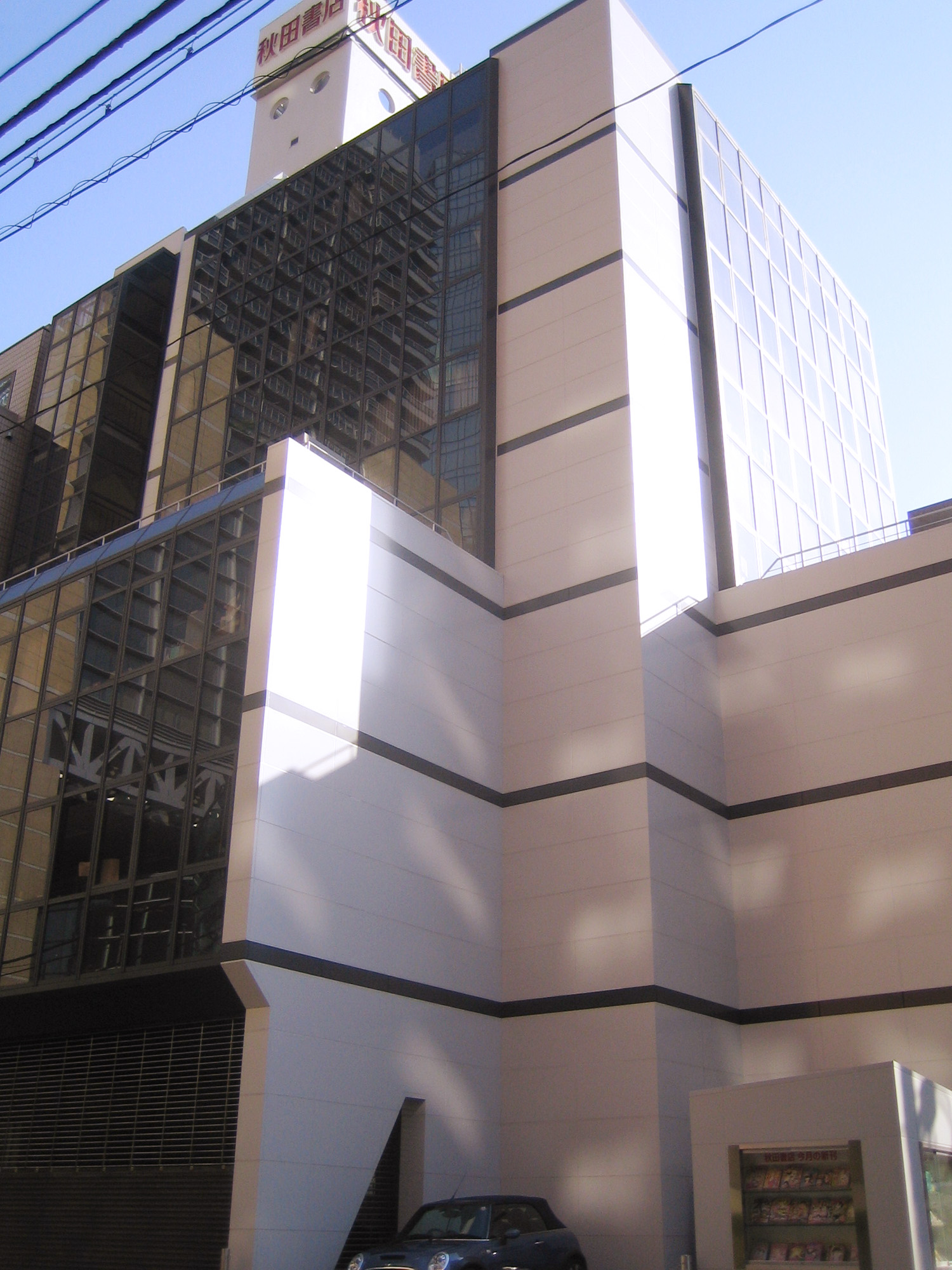
Sitz von Akita Shoten, 2006

K.K. Akita Shoten (jap. 株式会社 秋田書店 Kabushiki kaisha Akita Shoten, englisch Akita Publishing Co., Ltd.) ist ein japanischer Verlag, der am 10. August 1948 in Chiyoda von Teio Akita (秋田 貞夫) gegründet wurde. Das Unternehmen veröffentlicht vor allem Mangas der Genre Shōnen und Shōjo. Die Magazine Shōnen Champion und Princess zählen zu den bedeutendsten Magazinen ihrer Sparte in Japan. Zum Verlagsprogramm gehören unter anderem die Mangas Black Jack, Cutey Honey, Tenchi Muyo, My-Hime und Mobile Suit Gundam.

## Magazine (Auswahl)

### Shōnen und Seinen
- Shūkan Shōnen Champion (週刊少年チャンピオン), wöchentlich
- Bessatsu Shōnen Champion (別冊少年チャンピオン), monatlich
- Gekkan Shōnen Champion (月刊少年チャンピオン), monatlich
- Champion Red (チャンピオンRED), monatlich
- Young Champion (ヤングチャンピオン), zweimal im Monat
- Young Champion Retsu (ヤングチャンピオン烈), monatlich
- Bessatsu Young Champion (別冊ヤングチャンピオン), monatlich
- Golf Comic (GOLFコミック), monatlich

eingestellt:
- Play Comic (プレイコミック), halbmonatlich, 1986–2014
- Champion Red Ichigo (チャンピオンREDいちご), zweimonatlich, 2006–2014

### Shōjo und Josei
- Gekkan Princess (月刊プリンセス), monatlich
- Princess Gold (プリンセスGOLD), monatlich
- Petit Princess (プチプリンセス), zweimonatlich
- Mystery Bonita (ミステリーボニータ), monatlich
- Elegance Eve (Eleganceイブ), monatlich
- for Mrs. (フォアミセス), monatlich
- Love Max (恋愛 MAX), zweimonatlich
- Love Cherry Pink (恋愛チェリーピンク), zweimonatlich

eingestellt:
- Suspiria Mystery (サスペリアミステリー), zweimonatlich, 1987–2012
- Desir SP (デジールSP), zweimonatlich, 1978–2009
- Hitomi (ひとみ), monatlich, 1958–1961, 1978–1991

Quelle: Akita Publishing Co., Ltd.